# Liste des comarques de la communauté autonome du Pays basque

## Comarquesde laCommunauté autonome basque

### Comarques de la province d'Alava
- Cuadrilla de Añana
- Cuadrilla de Ayala
- Cuadrilla de Salvatierra
- Cuadrilla de Vitoria
- Cuadrilla de Zuia/Zuiako Koadrila
- Montagne Alavaise
- Rioja Alavaise

### Comarques de la province deBiscaye
- Arratia-Nerbioi
- Busturialdea
- Durangaldea
- Enkarterri
- Grand Bilbao
- Lea-Artibai
- Uribe

### Comarques de la province duGuipuscoa
- Basse Bidassoa (officiellement Bidasoaldea en basque, ou Bidaso Beherea alternativement ; Bajo Bidassoa en castillan)
- Debabarrena
- Debagoiena
- Goierri
- Donostialdea
- Tolosaldea
- Urola Kosta